# Chyliza nartschukiae
Chyliza nartschukiae är en tvåvingeart som beskrevs av Shatalkin 1989. Chyliza nartschukiae ingår i släktet Chyliza och familjen rotflugor. Inga underarter finns listade i Catalogue of Life.